# Taxillus tsaii
Taxillus tsaii là một loài thực vật có hoa trong họ Loranthaceae. Loài này được S.T. Chiu miêu tả khoa học đầu tiên năm 1996.